# Sara Rahbar
Sara Rahbar (nacida en 1976) es una artista contemporánea. Su trabajo abarca desde fotografía hasta escultura  e instalación. Todas sus obras revelan y transforman  experiencias personales de la artista y son íntimamente autobiográficas. Su trabajo explora conceptos de nacionalismo, separación y pertenencia, impulsados por ideas centrales de dolor, violencia y la complejidad de la condición humana. Impulsada por una obsesión instintiva por reconstruir y diseccionar, su enfoque refleja su necesidad de deconstruir sus emociones y recuerdos.
Construye su obra utilizando objetos recolectados como pequeños objetos militares que se convierten en recuerdos personales, banderas, armas, herramientas y otros. Rahbar los cose sobre textiles y los une a madera y metal. A medida que los objetos recolectados comienzan a hacerse más grandes y pesados, los lienzos se vuelven más duros y construidos más densamente hasta que los objetos toman el control y cobran vida propia. De manera muy orgánica, la obra se vuelve predominantemente escultórica, y los resultados tienen un peso tanto literal como metafórico. Existe una yuxtaposición entre los elementos iconográficos siempre presentes en su obra y los materiales que colecciona activamente. Narra un diálogo que se vincula directamente con los objetos y símbolos en los que depositamos nuestra fe. Sus numerosas composiciones forman y actúan como una cacofonía física tangible de la relación entre el individuo y la sociedad. Actualmente Rahbar vive y trabaja en Nueva York.

## Biografía
Sara Rahbar nació en 1976 en Teherán, Irán. En 1982, Rahbar y su familia abandonaron Irán coincidiendo con el comienzo de la Revolución iraní y las primeras etapas de la Guerra Irán-Irak.Estas experiencias dejaron muchos recuerdos traumáticos que han influido en su trabajo.
Rahbar estudió en el  Fashion Institute of Technology  desde 1996 hasta 2000y en 2004 continuó su formación en el Central Saint Martins College of Art and Design en Londres.
El primer conjunto de obras que generó reconocimiento internacional para el artista fue la Serie Bandera (2005-2019), en la que se reelaboran telas y objetos tradicionales como collages que forman varias encarnaciones de la bandera estadounidense e iraní, explorando ideas de pertenencia nacional, como así como el papel conflictivo de las banderas como símbolos de violencia ideológica y nacionalista.
El trabajo de Rahbar se encuentra en varias colecciones de museos estatales, incluido el  Centro Pompidou,el Museo Británicoy el Museo Davis en Wellesley College, entre otros.

## Exposiciones individuales
- 2020 – El espacio entre nosotros, Carbon 12, Dubái, Emiratos Árabes Unidos
- 2019 – Nada House, Governors Island, Nueva York, Estados Unidos
- 2018 – Llévame a casa, Dallas Contemporary, Dallas, Texas, Estados Unidos [14]
- 2017 – Salvación, Carbon 12, Dubái, Emiratos Árabes Unidos [15] [16]
- 2014 – Swarming, Carbon 12, Dubái, Emiratos Árabes Unidos [17]
- 2012 – Violencia inquieta, Carbon 12, Dubái, Emiratos Árabes Unidos [17]
- 2011 – No me queda fe para que la tome el diablo, Sara Rahbar, Hilger Contemporary, Viena, Austria [18]
- 2010 – Todo lo que teníamos que perder lo perdimos, y en un cielo sin luna marchamos, Sara Rahbar, Carbon 12, Dubái, Emiratos Árabes Unidos [13]
- 2009 – Realidades contradictorias: obras recientes de Sara Rahbar, Tyler Art Gallery en SUNY Oswego, Nueva York, Estados Unidos [19]

## Exposiciones colectivas
- 2016 – 2050 Una breve historia del futuro, Palazzo Reale, Milán, Italia[20]Los Museos Reales de Bellas Artes de Bélgica, Bélgica y el Museo Nacional de Bellas Artes, Taiwán.[21]
- 2015 – 56.ª Bienal de Venecia, Pabellón de Irán, Venecia, Italia[22]
- 2014 – The Shade of the Moon, Bienal de Escultura de Changwon, Corea[23]
- 2013 – Aya Haidar, Huda Lutfi, Sara Rahbar, galería bischoff/weiss, Londres, Inglaterra[24]
- 2013 – 11ª Bienal de Sharjah, Re:emerge Towards a New Cultural Cartography, Sharjah, Emiratos Árabes Unidos [25]